# (30933) Grillparzer
(30933) Grillparzer est un astéroïde de la ceinture principale.

## Description
(30933) Grillparzer est un astéroïde de la ceinture principale. Il fut découvert le 17 octobre 1993 à Tautenburg par Freimut Börngen. Il fut nommé en honneur de Franz Grillparzer. Il présente une orbite caractérisée par un demi-grand axe de 2,56 UA, une excentricité de 0,18 et une inclinaison de 5,3° par rapport à l'écliptique.

## Compléments